# Richard Deacon

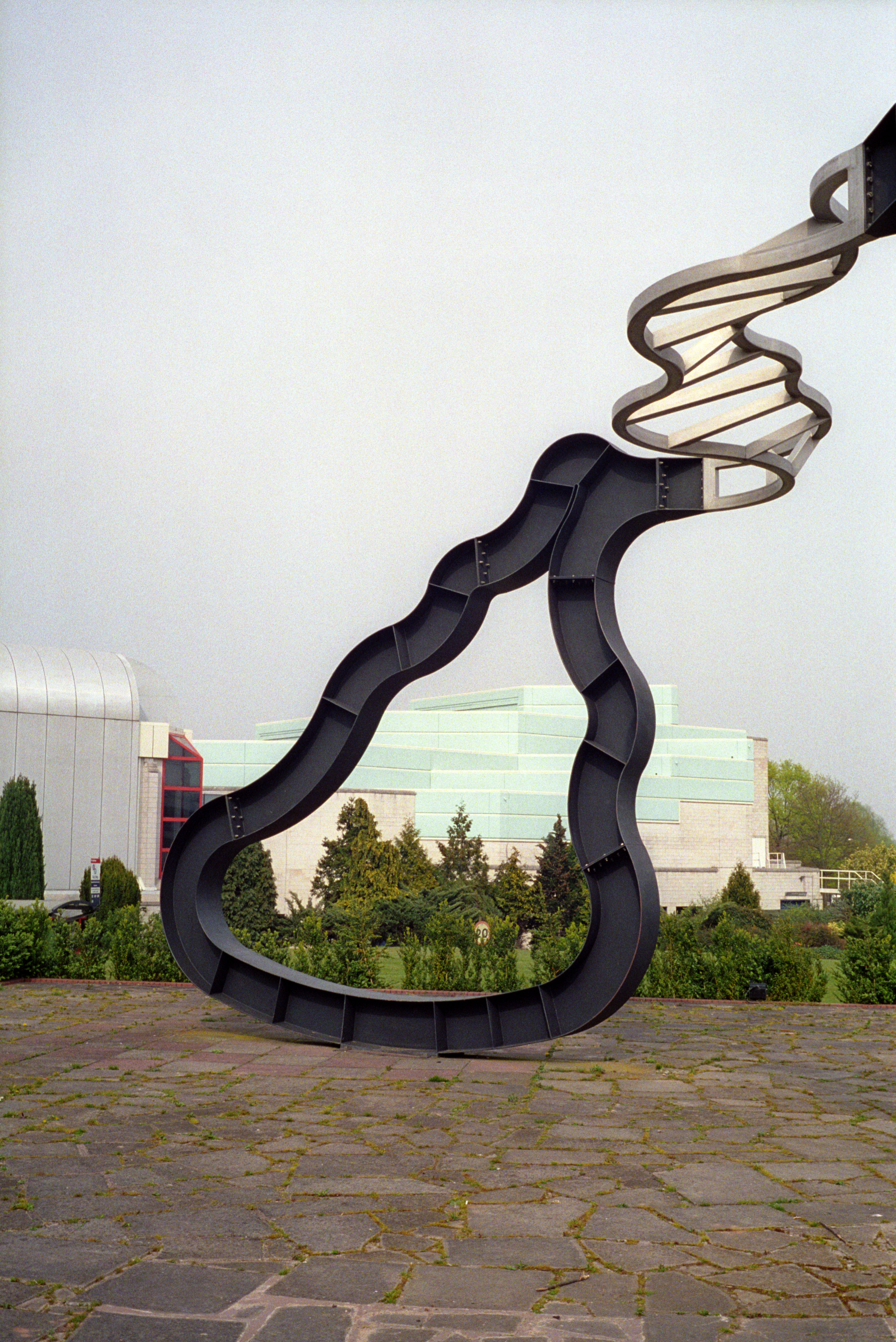
Let's Not Be Stupid, University of Warwick

Richard Deacon (Bangor (Wales), 15 augustus 1949) is een Britse beeldhouwer.

## Leven en werk
Richard Deacon studeerde achtereenvolgens aan het Somerset College of Art in Taunton (1968-1969), de St Martin's School of Art (nu bekend als Central Saint Martins College of Art and Design) in Londen (1969-1972) en het Royal College of Art, eveneens in Londen (1974-1977). Deacon was een leerling van Anthony Caro en zijn medestudenten waren onder meer Tony Cragg en Bill Woodrow. Hij verliet het Royal College om zijn studie tot 1978 parttime te vervolgen aan de Chelsea School of Art. Deacon had zijn eerste solotentoonstelling eveneens in 1978 in Brixton. In 2001/2002 had hij een dubbeltentoonstelling met zijn vriend, de Nederlandse beeldhouwer Henk Visch in het Stedelijk Museum Schiedam.
Het werk van Deacon is abstract, maar er zijn steeds verwijzingen naar anatomische functies (lichaamsdelen en vooral zintuigen als ogen en oren), hetgeen ook uit de dubbelzinnige titels blijkt. Hij gebruikt voor zijn kunstwerken bij voorkeur alledaagse en industriële materialen, een werkwijze waaruit de beïnvloeding door de opvattingen van Donald Judd blijkt, zoals gelamineerd multiplex en hij noemt zichzelf eerder een ambachtsman dan een beeldhouwer.
Deacon werd in 1986 uitgenodigd voor de kunstmanifestatie Sonsbeek '86 in Arnhem. In 1987 won hij de prestigieuze Turner Prize met zijn sculptuur To My Face No. 1. In hetzelfde jaar vond een solotentoonstelling plaats in het Bonnefantenmuseum in Maastricht. Eveneens in 1987 nam hij deel aan Skulptur.Projekte in Münster en in 1992 aan documenta 9 in Kassel. In 1999 werd hij onderscheiden met de benoeming tot Commandeur in de Orde van het Britse Rijk. In 2001 nam hij deel aan een expositie in MoMA PS1 in New York en vertegenwoordigde in 2007 Wales bij de Biënnale van Venetië.
De kunstenaar leeft en werkt in Londen.

## Werken in musea
- Bonnefantenmuseum in Maastricht: 4 werken, o.a. Bounds of Sense (1987)
- MuHKA in Antwerpen: Body of Thought No. 2 (1988)
- Caldic Collection in Wassenaar: Pipe
- Musée d'art moderne de Villeneuve d'Ascq in Villeneuve-d'Ascq: Between Fiction and Fact (1992)

## Kunst in de openbare ruimte (selectie)
- Once Upon a Time, Redheugh Bridge in Gateshead
- When the Landmasses First Appeared (1986), Cass Sculpture Foundation in Goodwood
- Like a Snail A en Like a Snail B (1987) voor Skulptur.Projekte 1987 in Münster - het werk "A" bevindt zich in Tokio en het werk "B" in Tate Modern in Londen
- Between the Eyes (1990), Yonge Square in Toronto
- Moor (1990), Victoria Park in Plymouth
- Nobody Here But Us (1991) in Auckland
- Let's Not Be Stupid (1991), University of Warwick in Coventry
- Building from the Inside (1992), Volaplatz in Krefeld
- One Step, Two Step, project Kunstwegen in de Vechte Nordhorn - beide werken zijn verloren gegaan, maar worden vervangen
- This Is Not a Story (1992), Waiblingen
- Now and Then (1993), Mexicoplatz in Wenen
- One is Asleep, One is Awake (1996), International Forum in Tokio
- No Stone Unturned (1999), UBS in Liestal
- Can't see the Wood for the Trees (2002) bij het Rottepolderplein
- Slippery When Wet (2004), Museo Würth La Rioja in Agoncillo (La Rioja)
- The Same But Different 2-delig werk (2006) langs de N381
- Rock 'n Roll (2014), Helperzoom, Groningen

## Fotogalerij

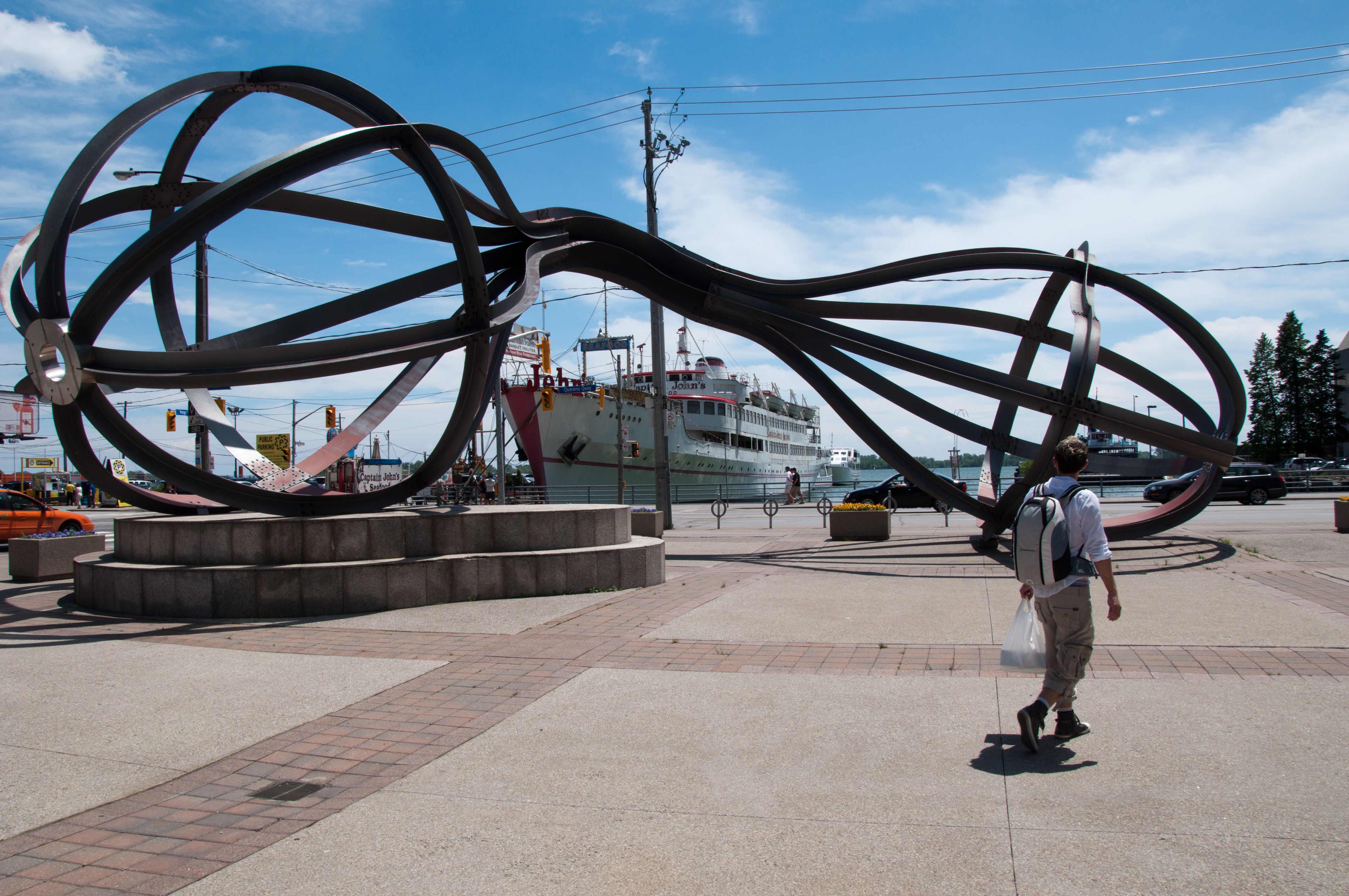
Between the Eyes (1990), Yonge Square in Toronto
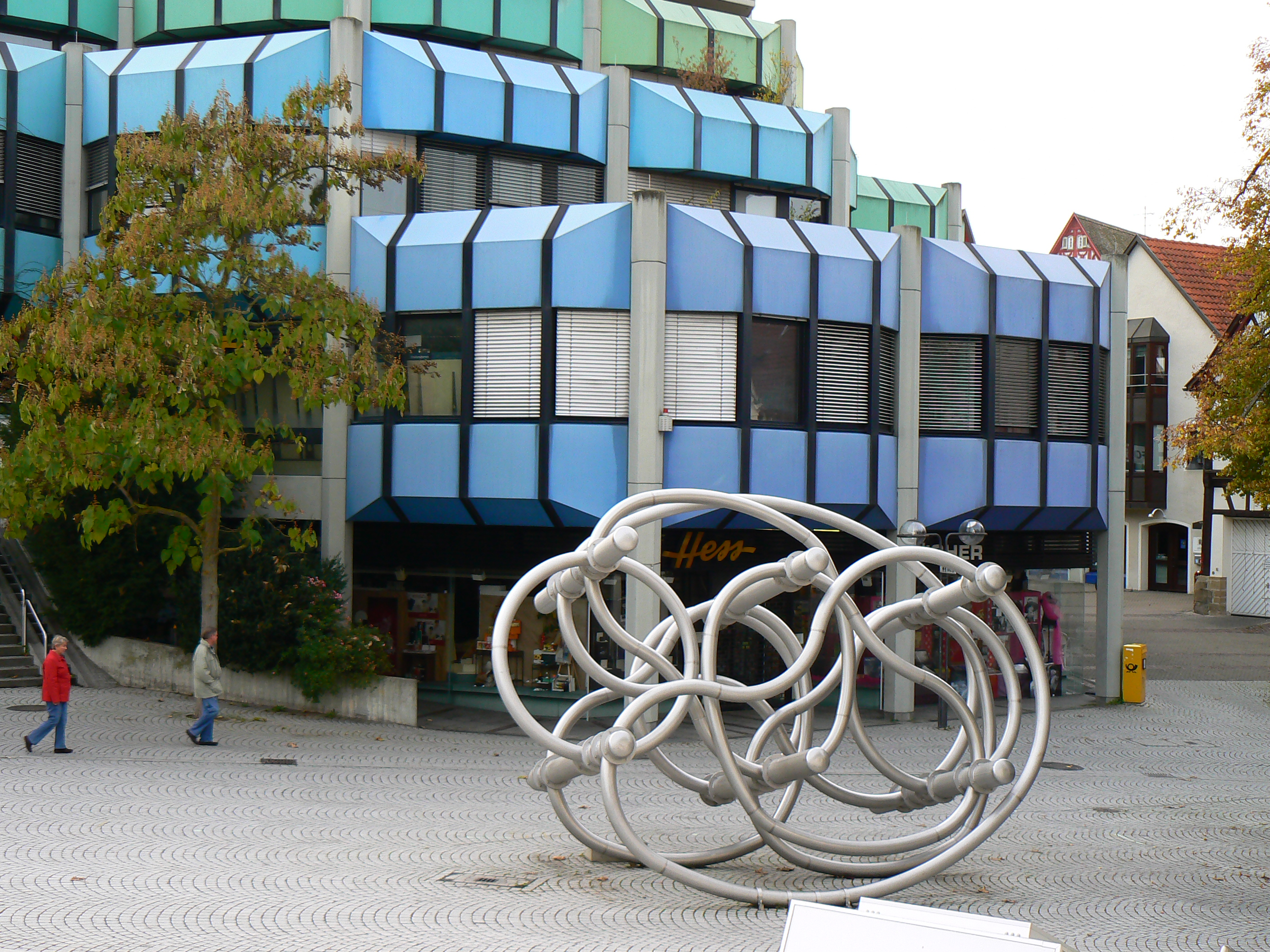
This Is Not a Story (1992), Waiblingen
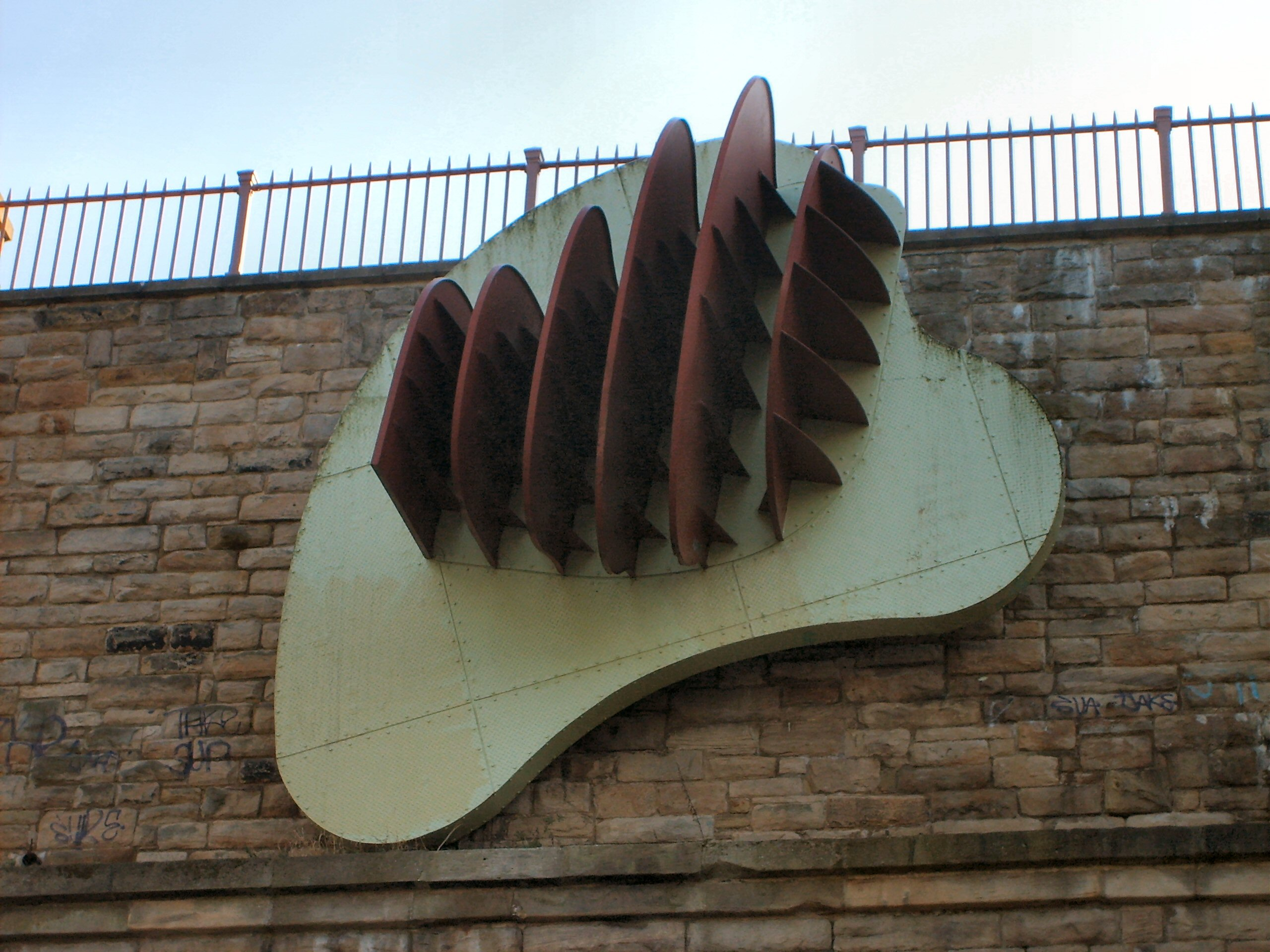
Once Upon a Time, Gateshead
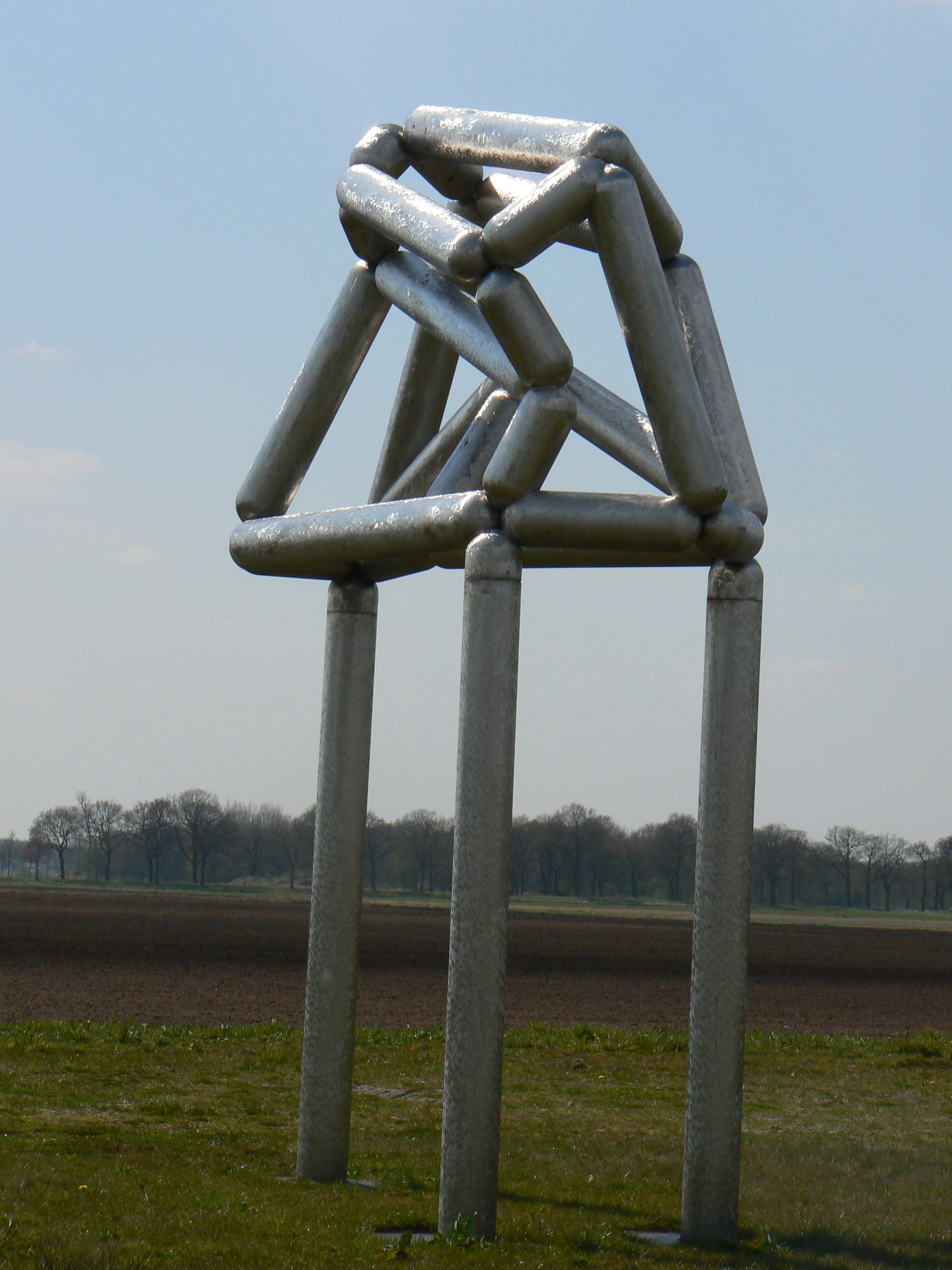
The Same But Different (1), N381 Emmen
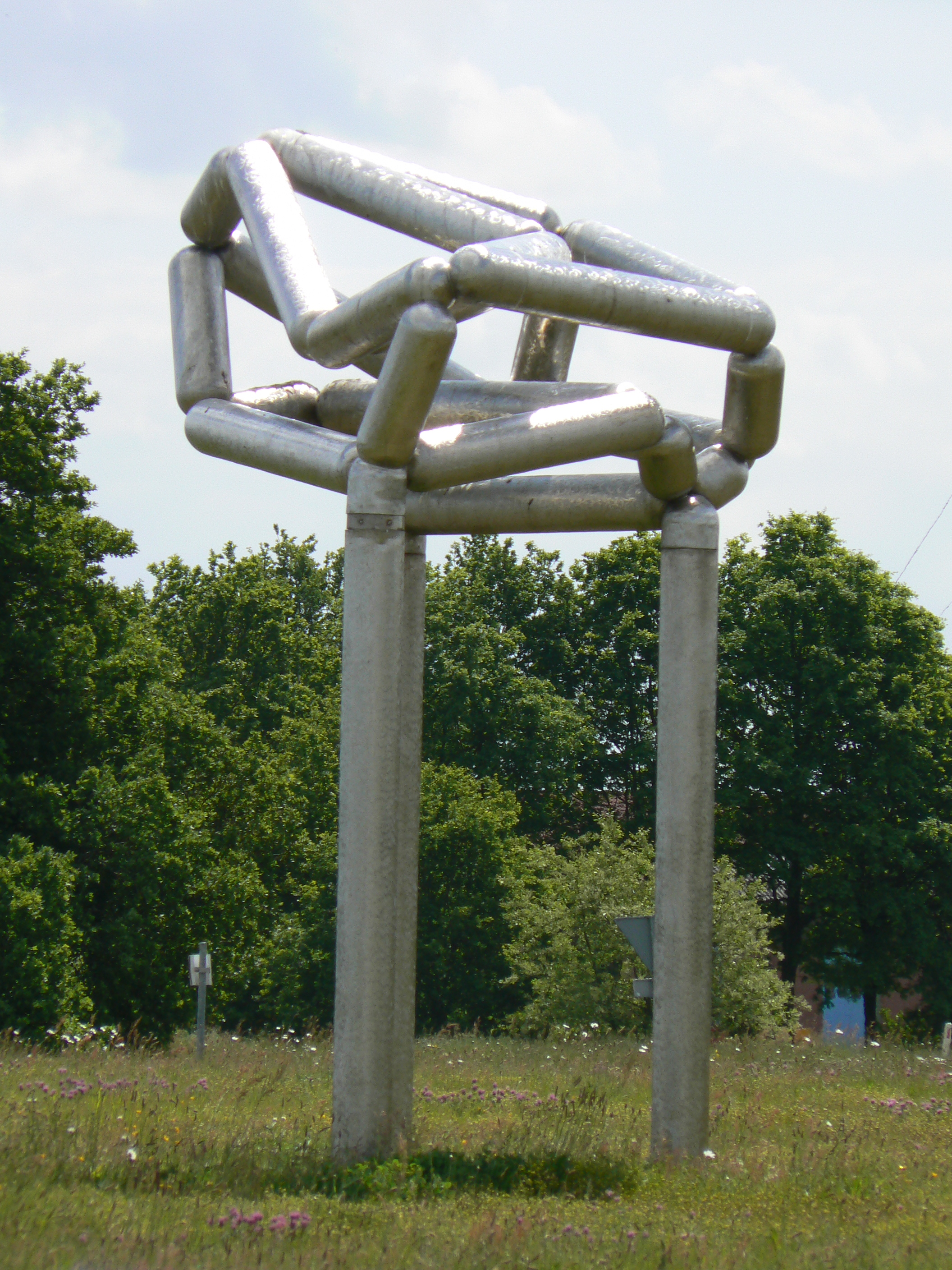
The Same But Different (2), N381 Hoogersmilde
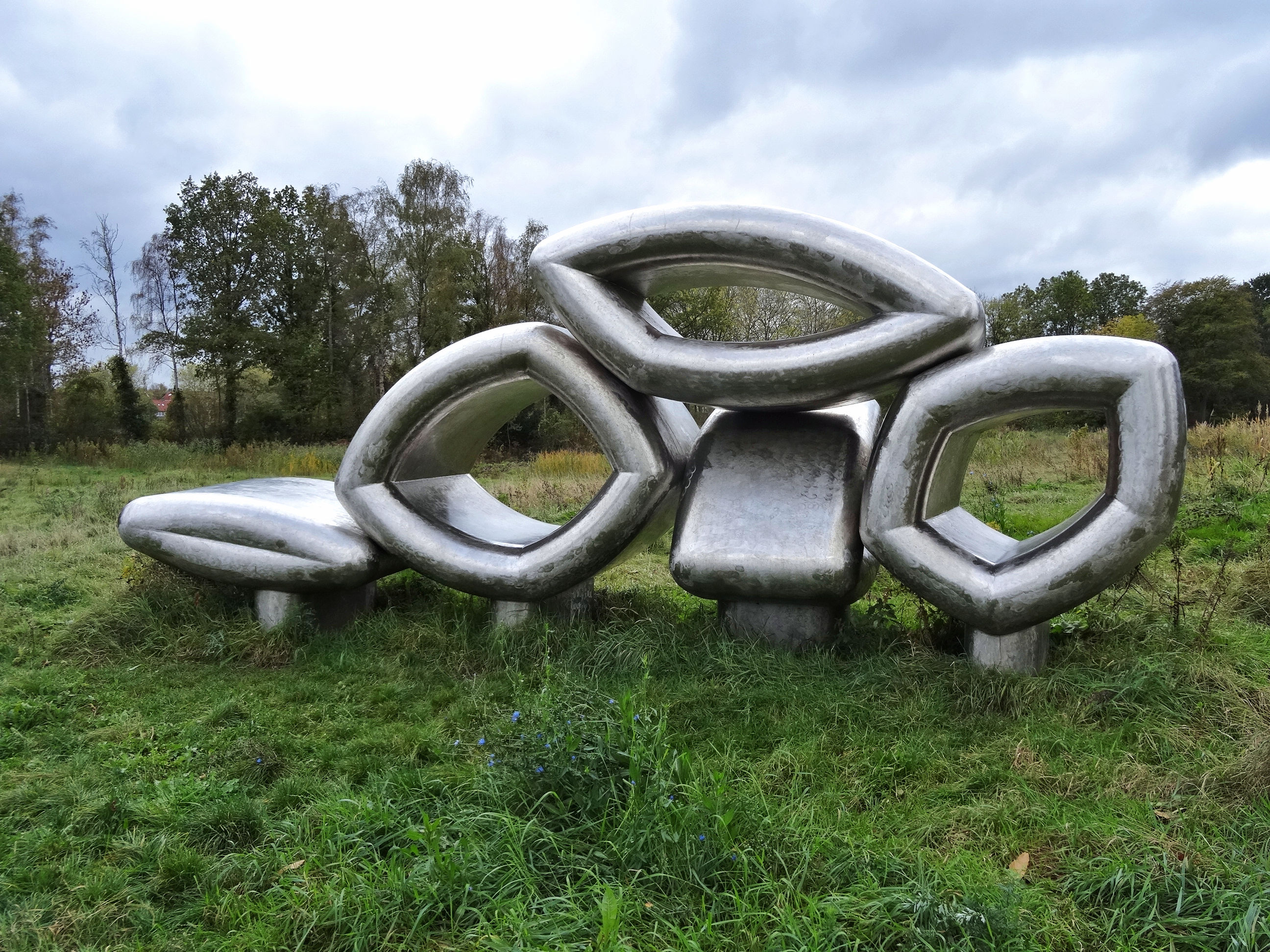
Rock 'n Roll (2014), Groningen